# 1665 год в науке
В 1665 году произошли различные научные и технологические события, некоторые из которых представлены ниже.

## События
- Лето –  в Англии началась «Великая эпидемия чумы»; занятия в Кембриджском университете были отменены, и 23-летний студент Исаак Ньютон на два года уехал домой. В деревенском уединении он сделал существенную часть своих научных открытий — овладел базовыми методами дифференциального и интегрального исчислений, создал теорию цветности (в том числе доказал, что белый свет есть смесь спектральных цветов) и сформулировал закон всемирного тяготения[1].
- Итальянский астроном Джованни Доменико Кассини в результате серии наблюдений обнаружил Большое Красное Пятно Юпитера и оценил скорость вращения Юпитера, Марса и Венеры.
- По указу царя Алексея Михайловича при Заиконоспасском мужском монастыре открыта школа для обучения «латыням» и «грамматике»[2], которую возглавил Симеон Полоцкий[3].

## Публикации
- 5 января — В Париже выходит первый номер «Журналь де Саван» — первого в Европе научного журнала. Издаётся до сих пор.
- 6 марта — в Англии начал выходить академический журнал Лондонского королевского общества «Philosophical Transactions of the Royal Society» ("Философские труды Королевского общества").
- Сентябрь – опубликована «Микрография» Роберта Гука, где впервые было введено понятие биологической клетки и изложены многие другие открытия, совершённые с помощью микроскопа.
- Посмертная публикация труда  Франческо Гримальди «Физико-математический трактат о свете, цветах и радуге» (лат. Physico-mathesis de lumine, coloribus, et iride), где Гримальди впервые описал открытые им дифракцию и интерференцию света[4].
- Афанасий Кирхер в трактате «Mundus Subterraneus» описал найденные в разных местах Европы гигантские ископаемые кости и высказал предположение, что они принадлежали вымершим человеческим расам[5].
- Польский астроном Станислав Любенецкий опубликовал «Theatrum Cometicum», своего рода энциклопедию знаний того периода о кометах.

## Родились
См. также: Категория:Родившиеся в 1665 году
- 12 февраля — Рудольф Якоб Камерариус, немецкий врач и ботаник; первым доказал деление большинства растений на мужской и женский пол (умер в 1721 году).
- 12 мая — Альберт Себа, фламандский натуралист, один из предшественников Линнея в систематике (умер в 1736 году).
- (?) – Джеймс Петивер, английский натуралист и аптекарь (умер в 1718).
- (?) – Немцов, Иван — строитель первых судов русского флота (умер в 1747).

## Скончались
См. также: Категория:Умершие в 1665 году
- 12 января — Пьер Ферма, французский математик (род. в 1607 году).
- 18 ноября — Блез Франсуа Паган, французский военный инженер (род. в 1603 году).
- (?) — Андреас Целлариус, фламандский картограф и математик (род. около 1596 года).